# Grzymisław
Grzymisław, Grzymosław, Grzymsław, Grzmisław, Grzysław – staropolskie imię męskie. Składa się z członu Grzymi- ("grzmieć") i -sław ("sława"). Mogło oznaczać "posiadający szeroką sławę".
Forma żeńska: Grzymisława, Grzymsława
Grzymisław imieniny obchodzi 12 października